# Helenów (Adamów)
Pour les articles homonymes, voir Helenów.
Helenów (prononciation : [ xɛˈlɛnuf]) est un village polonais de la gmina d'Adamów dans le powiat de Łuków de la voïvodie de Lublin dans l'est de la Pologne.
Il se situe à environ 9 kilomètres au sud-ouest d'Adamów (siège de la gmina), 29 kilomètres au sud-ouest de Łuków (siège du powiat) et 56 kilomètres au nord-ouest de Lublin (capitale de la voïvodie).
Le village comptait approximativement une population de 100 habitants en 2006.

## Histoire
De 1975 à 1998, le village est attaché administrativement à l'ancienne voïvodie de Siedlce.

Depuis 1999, il fait partie de la nouvelle voïvodie de Lublin.